# Linia kolejowa 168 Moldava nad Bodvou – Medzev
Linia kolejowa 168 Moldava nad Bodvou – Medzev – linia kolejowa na Słowacji o długości 15,35 km, łącząca miejscowości Moldava nad Bodvou i Medzev. Jest to linia jednotorowa oraz niezelektryfikowana.